# Coccodrilli (singolo)
Coccodrilli è una canzone di Samuele Bersani pubblicata nel 1997 come primo singolo estratto dall'album Samuele Bersani.

## Video musicale
Il relativo video è stato girato a New York, dove si osserva Bersani eseguire il brano fra la folla.